# Adriënne Broeckman-Klinkhamer
Adriënne Broeckman-Klinkhamer (Amsterdam, 4 december 1876 - Velsen, 12 april 1976) was een Nederlandse schilder, illustrator en textielkunstenaar.

## Biografie
Adriënne Klinkhamer werd geboren op 4 december 1876 in Amsterdam als dochter van makelaar Johannes Pieter Klinkhamer en Alida Hermina Antonia Eijmer. Ze was het zevende kind in een gezin van tien kinderen, onder wie de latere sierkunstenares Nel Brongersma-Klinkhamer. Ze volgde opleidingen aan de Haarlemse School voor Kunstnijverheid en de Haagse Akademie van beeldende kunsten. Ze was een leerling van Willem Adrianus Grondhout, Frits Jansen en Philip Zilcken. In 1906 trouwde ze met collega-kunstenaar Anne Marinus Broeckman (1874 -1946). Ze vestigden zich in Laren. Samen kregen ze twee kinderen van wie er één, Elga Eymer, ook kunstenaar werd.
Broeckman-Klinkhamer schilderde onder meer kinderportretten, landschappen en stillevens en ontwierp boekbanden en wandtapijten. Ze werd in 1915 een van de weinige vrouwelijke leden van de Gooise kunstenaarsvereniging 'Club De Tien'. Daarnaast was ze lid van Arti et Amicitiae, Kunstenaarsvereniging Sint Lucas en Kunstenaarsvereniging Laren-Blaricum. In 1939 was haar werk te zien op de tentoonstelling en veiling Onze kunst van heden in het Rijksmuseum in Amsterdam.
Broeckman-Klinkhamer overleed in Velsen op 12 april 1976.